# Sarrià (metrostation)
Sarrià is een metrostation aan FGC metrolijn 6 van de metro van Barcelona en aan de lijnen lijnen S1, S2, S5 en S55 van de Metro del Vallès forensentreindienst. Het is geopend in 1974.
Dit station ligt in de buurt Sarrià in het district Sarrià-Sant Gervasi en ligt onder de Via Augusta bij Carrer de l'Hort de la Vila. Het station heeft 3 ingangen. Het ligt in de verwachting dat het onderdeel gaat uitmaken van het centrale deel van de dubbele TMB lijn L9 & L0.

## Lijnen
- Metro van Barcelona FGC lijn L6, L12, L9  & L10 .
- Metro del Vallès FGC stoptreinlijnen S5 en S55.